# Balanophyllia bayeri
Balanophyllia bayeri är en korallart som beskrevs av Stephen D. Cairns 1979. Balanophyllia bayeri ingår i släktet Balanophyllia och familjen Dendrophylliidae. Inga underarter finns listade i Catalogue of Life.